# Eavesdropping (biologia)

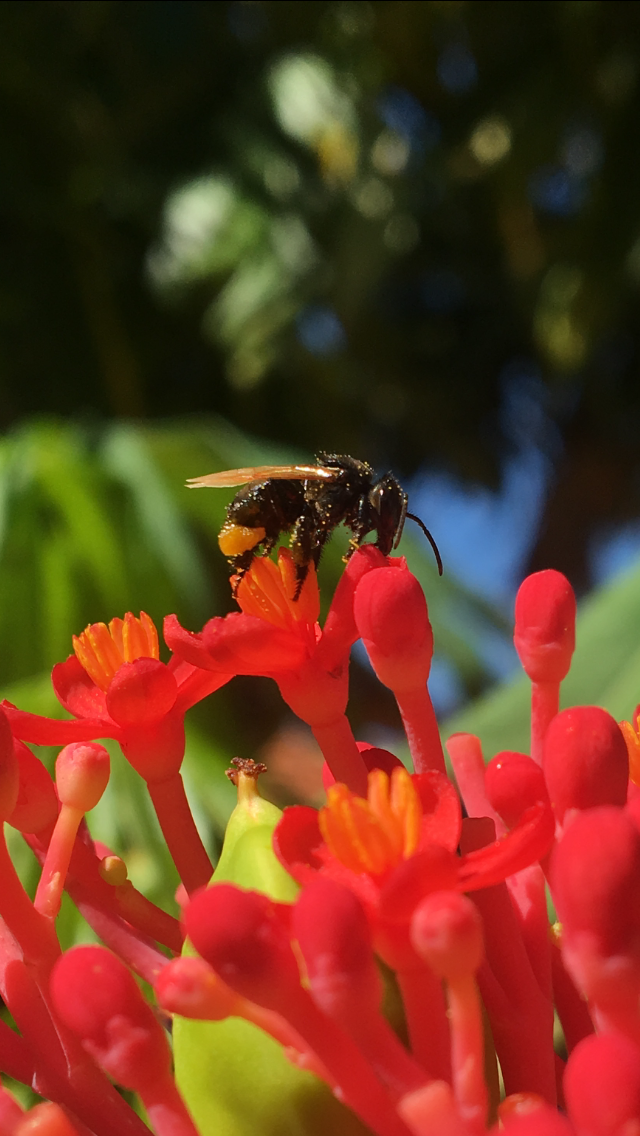
Trigona hyalinata é uma de abelha sem ferrão que utiliza de eavesdropping para evitar conflito por alimentos com Trigona spinipes, uma espécie competidora.

Em etologia e ecologia, Eavesdropping é a obtenção de informação por terceiros, durante uma interação de comunicação entre animais. Uma tradução literal do termo seria “espionagem”, "escuta não autorizada” ou “ouvir secretamente”, logo, se referindo à capacidade de um organismo detectar e usar sinais produzidos por outros organismos, que não foram primariamente direcionados a ele. É importante ressaltar que, embora muitos exemplos de eavesdropping ocorram a partir da interceptação de sinais sonoros, esse comportamento também diz respeito a sinais de outros tipos, como químicos ou visuais.
O eavesdropping na ecologia animal demonstra a complexidade das interações entre as espécies e como a informação, mesmo que não intencional, pode moldar o comportamento e a sobrevivência dos organismos. Existem diversas formas de espionagem no mundo animal, e os benefícios para o “espião” podem ser variados, entre eles a detecção de predadores, localização de presas, avaliação de rivais, busca por recursos e outros.
Há dois tipos de eavesdropping: o interceptivo, na qual a informação absoluta em sinais destinados a um receptor é interceptada por outro; e o social, onde a informação relativa é coletada sobre outros indivíduos em contextos sociais.

## Estratégias deEavesdropping
O eavesdropping interceptivo geralmente ocorre em contextos interespecíficos, geralmente focados na interação predador-presa. Entretanto, o eavesdropping interceptivo pode acontecer em situações intraespecíficas também, como quando indivíduos de uma mesma espécie captam sinais destinados a outros indivíduos específicos, a fim de obter vantagens pessoais, como detectar um predador ou a presença de fêmeas férteis. Por exemplo, golfinhos-de-risso (Grampus griseus) detectam sinais acústicos de outros golfinhos da mesma espécie para avaliarem se uma possível situação social com o indivíduo emissor seria boa ou ruim.
Já o eavesdropping social se caracteriza como a observação de interações de sinais, ou seja, a captação de uma troca de sinais entre indivíduos. O eavesdropping social é marcado pela captação da informação de uma comunicação entre terceiros, ou seja, tanto o sinal emitido como a resposta a ele. Dessa forma, fornecendo para o indivíduo espião uma referência contextual dos sinais interceptados, em contraste ao eavesdropping interceptivo, onde ele tem acesso a, apenas, informações absolutas transmitidas pelo emissor. Um exemplo de eavesdropping social são as vespas de papel escura (Polistes fuscatus), onde rainhas observam lutas entre outras vespas da mesma espécie e modulam seu comportamento baseado na informação adquirida, sendo mais agressivas com rivais que tinham menor tendência em iniciar agressões ou que recebiam mais agressões de outras vespas.
De um modo geral, independentemente do tipo, espionar sinais de outras espécies é mais vantajoso. Isso porque, numa comunidade ecológica, animais podem fornecer diferentes informações que indivíduos de uma só espécie não conseguiriam adquirir ou acabam fornecendo informações com uma qualidade melhor do que aquela que uma espécie poderia adquirir. Por exemplo, sinais que informam sobre a aproximação de predadores são melhor transmitidas por aves, devido sua posição no habitat, a capacidade de voar e a melhor visão, em geral. Além disso, o eavesdropping heteroespecífico permite a obtenção de informações por um custo menor. Por exemplo, quando um predador localiza a posição de uma presa interceptando sinais de corte, isso evita que ele gaste energia que ele usaria caçando e, se for um animal que caça em grupo, evitaria que a presa detectasse sua presença por interceptação da comunicação entre predadores.

## EavesdroppingAcústico

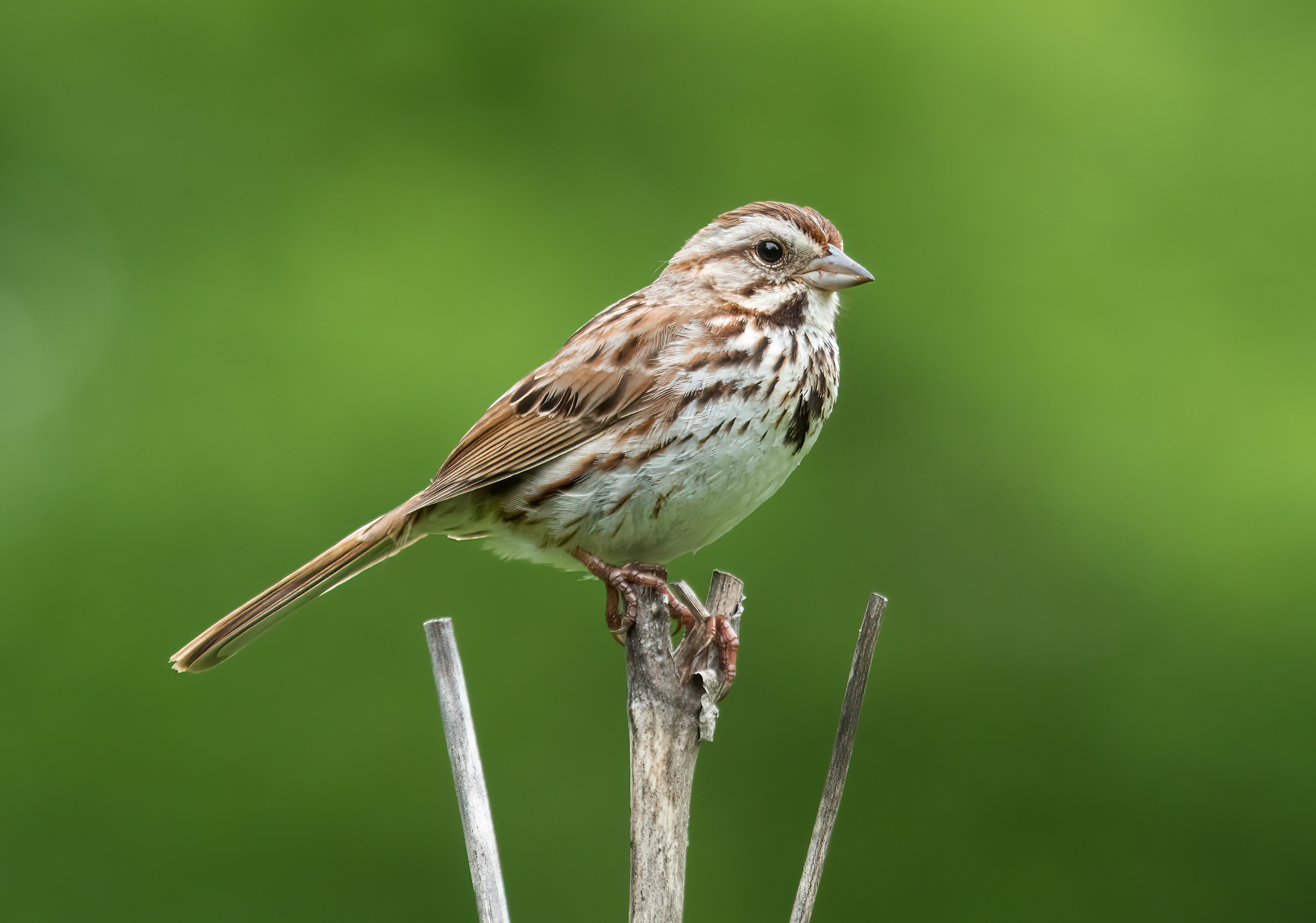
Pardal cantor americano macho (Melospiza melodia) no Prospect Park (Brooklyn, Nova York, EUA).miniaturadaimagem|208x208px|Vocalização do pardal cantor americano (Melospiza melodia).

O eavesdropping acústico ocorre quando a informação interceptada advêm de sinais sonoros. O eavesdropping de chamadas de alarme (alarm calls, no inglês) são um dos comportamentos mais estudados nesse campo, uma vez que ele ocorre frequentemente entre animais sociais e tem uma grande importância ecológica e evolutiva para eles - por exemplo, comunidades de animais podem formar redes de informações, onde diferentes informações sobre diferentes predadores são compartilhadas.
Outro exemplo de eavesdropping acústico se encontra no aprendizado da própria comunicação. Para aves canoras, a aprendizagem de cantos é um fator primordial para as interações. Em um estudo com pardais cantores americanos (Melospiza melodia) juvenis, verificou-se que quando esses pássaros espionavam o canto de outros pardais adultos, ela aprendia o dobro de vocalizações em comparação com quando interagia com uma ave tutora adulta.

## EavesdroppingVisual

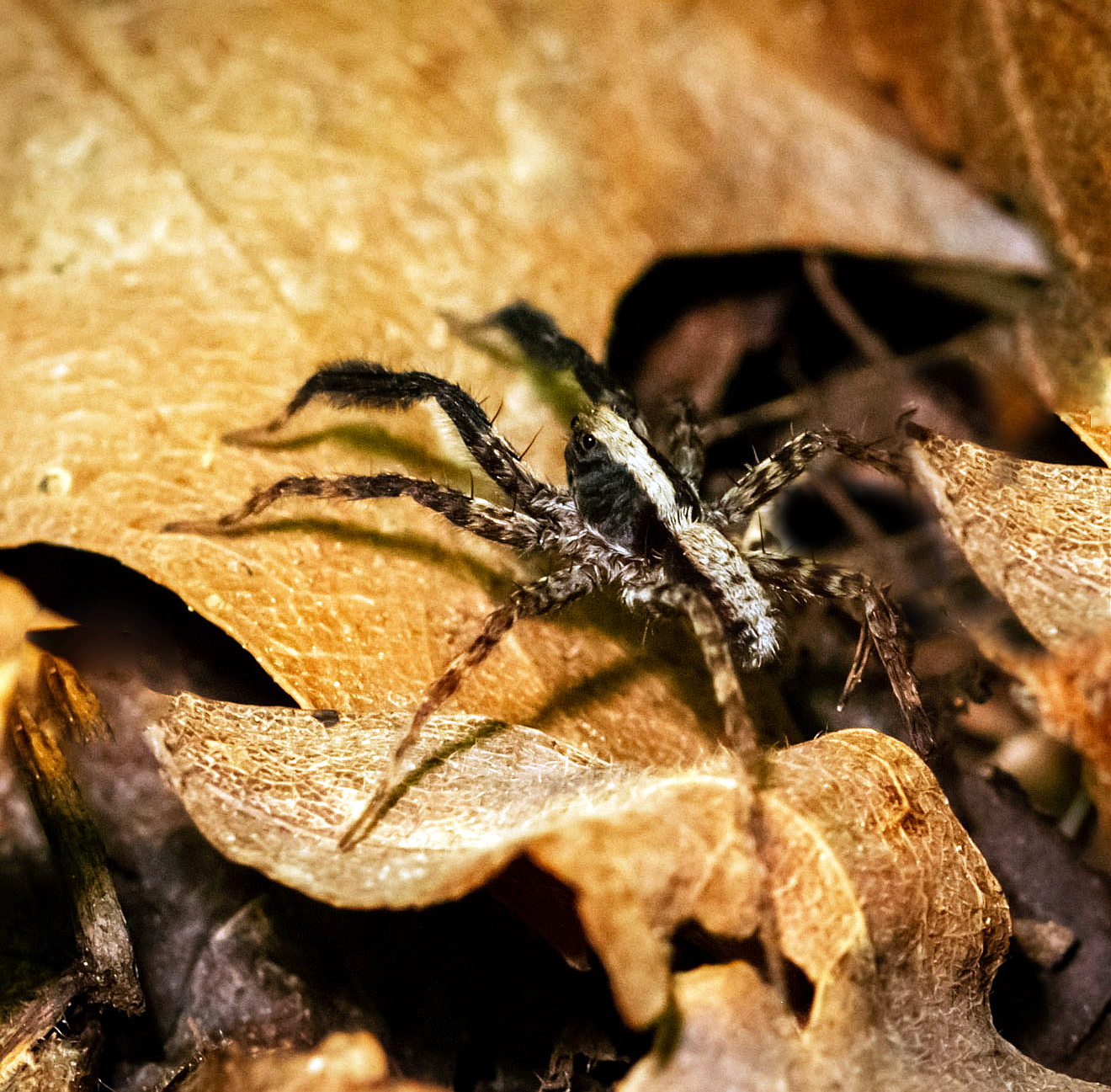
Aranha-lobo-de-patas-escovadas em detritos florestais. Os machos exibem comportamento de espionagem. O acasalamento envolve "danças", feromônios e até mesmo canibalismo em situações extremas.

No eavesdropping visual, um indivíduo observa as interações ou exibições visuais de outros animais, sem necessariamente ter uma interação direta, para obter informações. Essas exibições podem incluir posturas corporais, movimentos (danças de acasalamento, cortejos, defesa) mudanças nas cores de pele, penas ou escamas, como exibição de padrões específicos e até mesmo conflitos ou outras interações sociais.
Como exemplo de eavesdropping visual, observamos que na região neotropical existem aves de diferentes espécies, como as chocas (da família Formicariidae), saíras, sanhaçus e tiês (família Thraupidae), almas-de-gato (Piaya cayana) e anús (Crotophaga guira), seguem as formigas de correição (Eciton burchelli e Labidus praedator) em busca de insetos espantados pela marcha dessas formigas.
Explorando o mundo dos aracnídeos, muitas espécies de aranhas os machos realizam danças complexas com as pernas para cortejar as fêmeas. Estudos com aranha-lobo-de-patas-escovadas da América do Norte (Schizocosa ocreata) mostraram que machos espionam e correspondem a sinais quando expostos à vídeos de machos da mesma espécie (conespecíficos) em namoro. Essas descobertas sugerem que aranhas-lobo machos podem obter informações espionando o namoro de seus pares e ajustar seu comportamento para corresponder ao de seus rivais e/ou até mesmo evitar conflitos.

## EavesdroppingQuímico

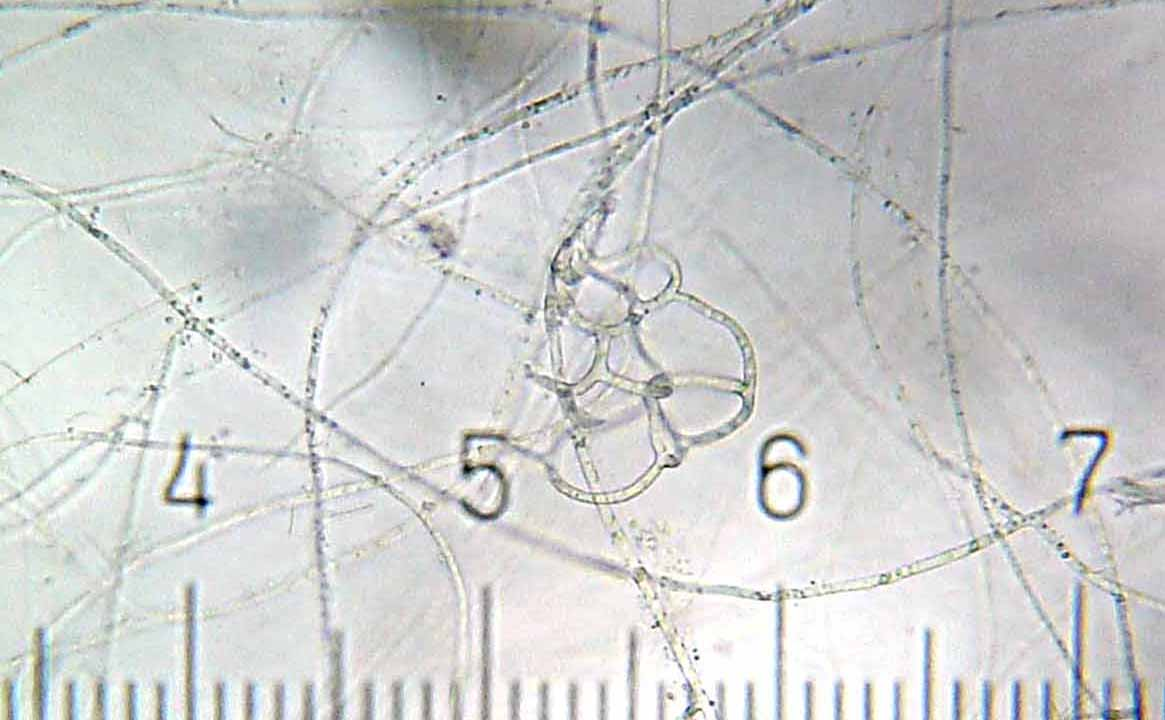
Um fungo nematófago do gênero Arthrobotrys. As estruturas mostradas na sua imagem são redes adesivas tridimensionais.

Em algumas espécies de abelha, a espionagem olfativa é uma tática usada para encontrar novas fontes de alimentos em um contexto de escassez de recursos. Aproveitando as marcas de odores deixadas pelas Tujubas (Melipona rufiventris), outras espécies de abelhas, como a abelha-irapuã (Trigona spinipes), interceptam esses sinais odoríferos para explorar novos recursos florais, preferindo o odor das tujubas ao cheiro das próprias companheiras, demonstrando importância da espionagem para estes animais.
Interessantemente, a "espionagem química" não acontece apenas entre animais. Certos fungos predadores de nematóides, vermes que vivem no solo, podem detectar e responder a moléculas de comunicação entre os vermes. Os nematóides produzem um conjunto de pequenas moléculas bem conservada evolutivamente, os ascarosídeos, que desempenham funções essenciais na regulação do desenvolvimento e comportamento dos nematoides. Esses fungos nematófagos conseguem, portanto, produzir armadilhas especializadas com suas hifas para capturar e consumir os vermes em resposta aos ascarosídeos secretados por eles, especialmente em situações de escassez nutricional. Esses estudos são particularmente importantes quando pensamos em coevolução predador-presa.

## Aspectos Evolutivos

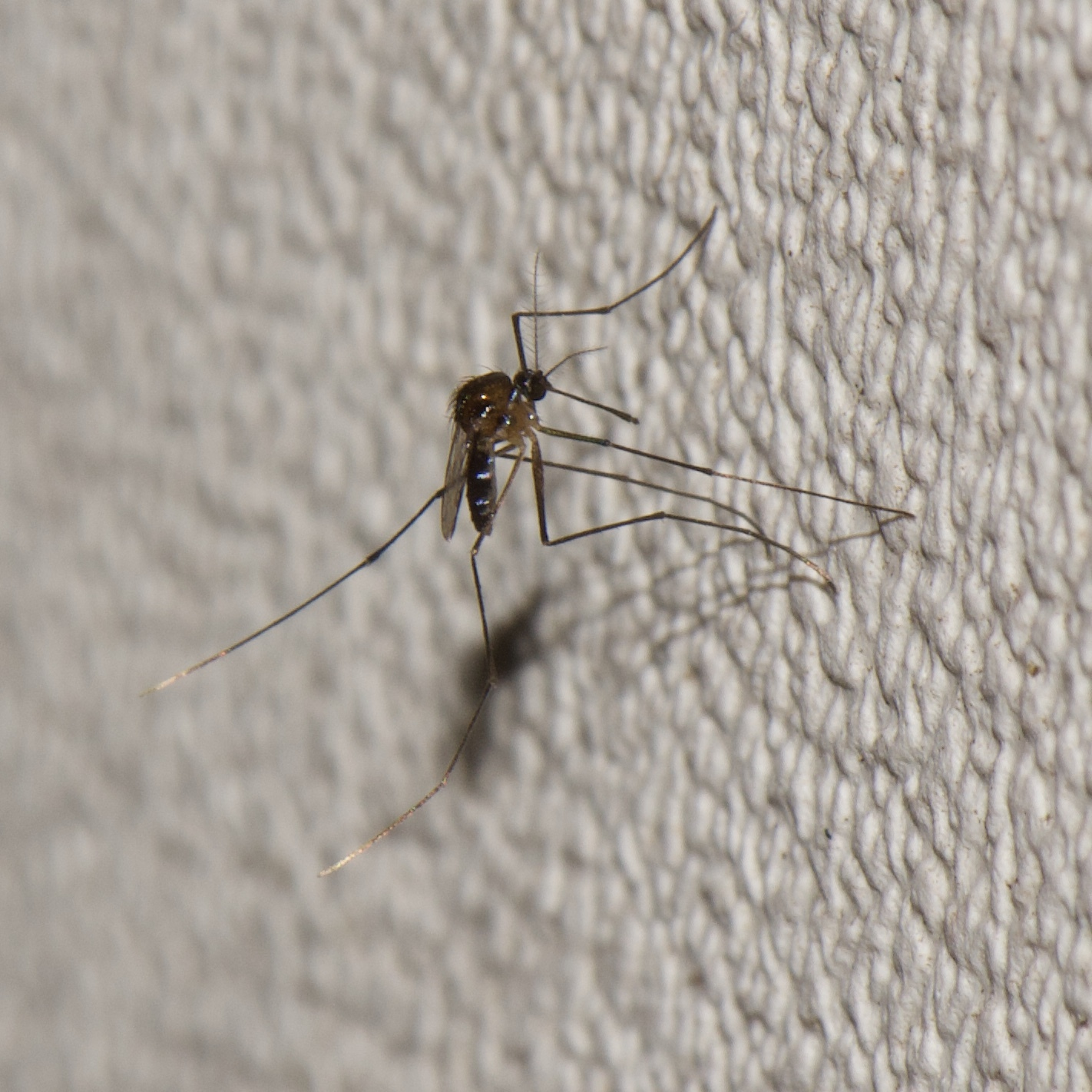
Uranotaenia de pés pálidos (Uranotaenia lowii). Você pode observar suas antenas. Esses minúsculos mosquitos obtêm suas refeições de sangue de répteis e anfíbios — principalmente sapos.

Como em diversas interações intra e interespecíficas, o eavesdropping consegue moldar padrões evolutivos e coevolutivos. Por exemplo, é observado que grupos de orcas se utilizam da comunicação entre baleias-jubarte (Megaptera novaeangliae) adultas e seus filhotes como forma de localizar e caçar os filhotes. Em contrapartida, as populações de baleia diminuem a frequência de suas comunicações quando estão em regiões onde há a presença de orcas. É interessante salientar que, geralmente, padrões e mecanismos de comunicação tendem a evoluir e divergir mais rapidamente do que outros traços, como morfologia, tamanho e hábitos alimentares. 
Contudo, o eavesdropping consegue gerar pressões evolutivas que resultam não somente em alterações dos mecanismos de comunicação, como também afetam características morfológicas dos indivíduos. Por exemplo, mosquitos machos e fêmeas da espécie Uranotaenia lowii possuem antenas muito semelhantes, algo incomum entre mosquito, adicionalmente as antenas das fêmeas são mais sensíveis do que as dos machos. Tais características são uma especialização das fêmeas dessa espécie para detectarem sapos, os quais são sua fonte de alimento, já os machos, por não serem hematófagos, não necessitam de antenas tão sensíveis.